# Tom Price (musicus)
Tom Price (New York, 28 januari 1956) is een Australisch/Amerikaanse songwriter, orkestleider, muzikaal leider en auteur.

## Biografie
Als leider van het internationale koor The Voices of Bahá, heeft hij de afgelopen vijfentwintig jaar openbare concerten in meer dan veertig landen geregisseerd, waaronder uitvoeringen in de Carnegie Hall in New York, het Mozart Concert House in Wenen, de Tchaikovsky Concert Hall in Moskou en tientallen andere mooie auditoria over de hele wereld. Price dirigeerde orkesten als The Warsaw Philharmonic, The Czech National Symphony, The Budapest Symphony, the Slovak Radio Symphony Orchestra, The Maly Moscow Symphony en anderen. Veertien jaar lang was hij muzikaal leider van het Sydney Baháʼí Temple Choir in Australië en van 1989 tot 1996 was hij muzikaal leider in het Baháʼí House of Worship in Wilmette, Illinois.
In 1986 werkte hij samen met de beroemde Indiase componist Ravi Shankar in het combineren van de Indiase en westerse muzikale elementen voor het openen en de toewijding van het Bahá'í House of Worship in New Delhi. Hij was de directeur van het 420-koppige koor en 90-koppige symfonieorkest voor de tweede Bahá'í World Congress in New York in 1992. Price studeerde compositie aan de Universiteit van Sydney in Australië, waar hij 18 jaar woonde, werkzaam als componist, arrangeur en dirigent van muziek voor film, televisie en commerciële opnamen. Hij was verantwoordelijk voor verschillende hitopnamen in de pop- en jazzvelden in Australië, waaronder het produceren en co-schrijven van de dubbel-platina Bad Habits van zanger Billy Field, het best verkochte album in Australië in 1981. In 1983 won hij het gouden prijs voor songwriting op het 12e Tokyo Music Festival. Sinds de verhuizing naar de Verenigde Staten in 1988, heeft hij een aantal fijne koor, gospel en jazz-opnamen gemaakt. Hij schrijft momenteel een boek over de Science of Spirituality en leidt het onafhankelijke platenlabel Claire Vision Productions in Tennessee. Price is een lid van het Bahá'í-geloof. Zijn op grote schaal opgemerkte gesprekken over onderwerpen variërend van de harmonie van wetenschap en religie tot de transformatie van de wereld, zijn voorgelegd aan diverse doelgroepen in heel Europa, de Verenigde Staten, Nieuw-Zeeland en Australië.

## Familie
Price is de zoon van Hollywood-filmacteur John Shelton, de achterneef van filmregisseur Edward Ludwig, de neef van filmproducent Julian Ludwig, de neef van filmproducent Tony Ludwig, de kleinzoon van creationist en bekende Zevende-dags Adventist George McCready Price en de vader van jazz- en rockzanger Rachael Price.

## Discografie
- 1981: Bad Habits – Billy Field - producent & songwriter
- 1983: Try Biology – Billy Field - producent & songwriter
- 1986: I'm Easy – Recorded by David Lee Roth - songwriter
- 1991: Songs of the Ancient Beauty - componist, dirigent en producent
- 1993: We Have Come to Sing Praises - producent
- 1994: Music from the Second Baháʼí World Congress - componist & dirigent
- 1995: Songs of the Ancient Beauty Volume 2 - componist, dirigent en producent
- 1996: Bad Habits – Recorded by David Lee Roth (1996) - songwriter
- 1997: Lift Up Your Voices and Sing Volume 1 - producent
- 1997: Lift Up Your Voices and Sing Volume 2 - producent
- 1997: Lift Up Your Voices and Sing Volume 3 - producent
- 2000: The Voices of Bahá in Concert - componist, dirigent en producent
- 2002: The Voices of Bahá in Carnegie Hall - componist, dirigent en producer
- 2003: Dedicated to You – Rachael Price - producent
- 2008: Dylana Jenson & the London Symphony Orchestra - Shostakovitch and Barber Violin Concertos - producent
- 2008: Rachael Price & the Tennessee Terraplanes - producent
- 2008: The Good Hours - Rachael Price - producent
- 2013: Lucho Gatica - Historia de un Amor - projectleider
- 2013: Sea of Mystery – Sonbol Taefi & the Czech National Symphony Orchestra - dirigent & producent